# Garcinia scaphopetala
Garcinia scaphopetala är en tvåhjärtbladig växtart som beskrevs av Brian Laurence Burtt. Garcinia scaphopetala ingår i släktet Garcinia och familjen Clusiaceae. Inga underarter finns listade i Catalogue of Life.